# Rodrigo Morínigo
Rodrigo Mario Morínigo Acosta (Asunción, Paraguay; 7 de octubre de 1998) es un futbolista paraguayo. Juega de arquero y su equipo actual es el Club Libertad de la Primera División de Paraguay.

## Trayectoria
Comenzó en las categorías inferiores del Club Libertad, y desde el año 2017 forma parte del Plantel de Primera. Debutó el 14 de abril de 2018, en el partido que su equipo Libertad perdió 2 a 1 ante el Sportivo Luqueño por la duodécima fecha del Torneo Apertura 2018, torneo en el que su equipo culminó en la tercera posición.

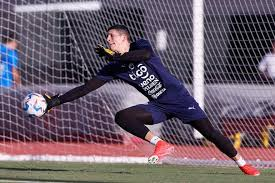
Rodrigo Morinigo, jugador de la seleccion paraguaya, en un entrenamiento en Hostoun, Texas, preparando el debut en la Copa America 2024.

## Selección nacional
Fue convocado para participar en la Copa América 2024.

### Participaciones en Copa América
| Copa              | Sede           | Resultado      | Partidos | Goles |
| ----------------- | -------------- | -------------- | -------- | ----- |
| Copa América 2024 | Estados Unidos | Fase de grupos | 2        | 0     |

## Estadísticas
Actualizado al último partido disputado el 6 de diciembre de 2024
| Club              | Div.          | Temporada     | Liga  | Liga  | Copas nacionales | Copas nacionales | Copas internacionales | Copas internacionales | Total | Total |
| Club              | Div.          | Temporada     | Part. | Goles | Part.            | Goles            | Part.                 | Goles                 | Part. | Goles |
| ----------------- | ------------- | ------------- | ----- | ----- | ---------------- | ---------------- | --------------------- | --------------------- | ----- | ----- |
| Libertad Paraguay | 1.ª           | 2017          | 0     | 0     | 0                | 0                | —                     | —                     | 0     | 0     |
| Libertad Paraguay | 1.ª           | 2018          | 1     | 0     | 1                | 0                | 0                     | 0                     | 2     | 0     |
| Libertad Paraguay | 1.ª           | 2019          | 0     | 0     | 0                | 0                | —                     | —                     | 0     | 0     |
| Libertad Paraguay | 1.ª           | 2020          | 0     | 0     | 0                | 0                | 0                     | 0                     | 0     | 0     |
| Libertad Paraguay | 1.ª           | 2021          | 1     | 0     | 2                | 0                | 0                     | 0                     | 3     | 0     |
| Libertad Paraguay | 1.ª           | 2022          | 2     | 0     | 0                | 0                | 0                     | 0                     | 2     | 0     |
| Libertad Paraguay | 1.ª           | 2023          | 4     | 0     | 3                | 0                | 6                     | 0                     | 7     | 0     |
| Libertad Paraguay | 1.ª           | 2024          | 25    |       | 5                |                  | 14                    |                       | 41    |       |
| Libertad Paraguay | 1.ª           | 2025          |       |       | 1                |                  |                       |                       |       |       |
| Libertad Paraguay | Total club    | Total club    | 33    | 0     | 9                | 0                | 11                    | 0                     | 67    | 0     |
| Total carrera     | Total carrera | Total carrera | 33    | 0     | 9                | 0                | 11                    | 0                     | 67    | 0     |

| Club     | Div. | Temporada | Campeonato Apertura (Consagraciones) | Campeonato Apertura (Consagraciones) | Campeonato Apertura (Consagraciones) | Campeonato Apertura (Consagraciones) | Campeonato Apertura (Consagraciones) |                            |
| -------- | ---- | --------- | ------------------------------------ | ------------------------------------ | ------------------------------------ | ------------------------------------ | ------------------------------------ | -------------------------- |
| Libertad | 1.ª  | 2024      | Tapadas                              | Efectividad                          | Disparos                             | Vallas Invictas                      | Participaciones                      | Participaciones destacadas |
| Libertad | 1.ª  | 2024      | 50                                   | 80%                                  | 60                                   | 8                                    | 15                                   | Fecha 19                   |
| Libertad | 1.ª  | 2024      |                                      |                                      | Fecha 20                             |                                      |                                      |                            |
| Libertad | 1.ª  | 2024      |                                      |                                      | Fecha 21                             |                                      |                                      |                            |
| Libertad | 1.ª  | 2024      |                                      |                                      | Fecha 22                             |                                      |                                      |                            |

## Palmarés

### Títulos nacionales
| Campeonato Apertura | 2021 |
| Campeonato Apertura | 2022 |
| Campeonato Apertura | 2023 |
| Campeonato Clausura | 2023 |
| Copa Paraguay       | 2023 |
| Supercopa           | 2023 |
| Campeonato Apertura | 2024 |
| Copa Paraguay       | 2024 |
| Supercopa           | 2025 |

Copa Libertadores
| Club     | Temporada | Fecha               | Ronda          | Rival                | Ciudad         |
| Libertad | 2023      | 6 de abril de 2023  | Fase de Grupos | Atlético Mineiro     | Belo Horizonte |
| Libertad | 2023      | 20 de abril de 2023 | Fase de Grupos | Alianza Lima         | Asunción       |
| Libertad | 2023      | 4 de mayo de 2023   | Fase de Grupos | Athletico Paranaense | Asunción       |
| Libertad | 2023      | 23 de mayo de 2023  | Fase de grupos | Alianza Lima         | Lima           |
| Libertad | 2023      | 6 de junio de 2023  | Fase de grupos | Athletico Paranaense | Curitiba       |
| Libertad | 2023      | 27 de junio de 2023 | Fase de grupos | Atlético Mineiro     | Asunción       |
| Libertad | Temporada | Fecha               | Ronda          | Rival                | Ciudad         |
| Libertad | 2024      | 3 de abril de 2024  | Fase de grupos | Nacional             | Montevideo     |
| Libertad | 2024      | 9 de abril de 2024  | Fase de grupos | Tachira              | Asunción       |
| Libertad | 2024      | 24 de abril de 2024 | Fase de grupos | River                | Asunción       |
| Libertad | 2024      | 7 de mayo de 2024   | Fase de grupos | Tachira              | San Cristóbal  |
| Libertad | 2024      | 14 de mayo de 2024  | Fase de grupos | River                | Buenos Aires   |
| Libertad | 2024      | 30 de mayo de 2024  | Fase de grupos | Nacional             | Asunción       |

Copa Sudamericana
| Club     | Temporada | Fecha                    | Ronda                        | Rival     |
| -------- | --------- | ------------------------ | ---------------------------- | --------- |
| Libertad | 2023      | 13 de julio de 2023      | Play-Off Octavos de Final    | Tigre     |
| Libertad | 2023      | 20 de julio de 2023      | Play-Off de Octavos de Final | Tigre     |
| Libertad | 2023      | 1 de agosto de 2023      | Octavos de final             | Fortaleza |
| Libertad | 2023      | 8 de agosto de 2023      | Octavos de final             | Fortaleza |
| Libertad | Temporada | Fecha                    | Ronda                        | Rival     |
| Libertad | 2024      | 17 de julio de 2024      | Play-Off de Octavos de Final | Católica  |
| Libertad | 2024      | 24 de julio de 2024      | Play-Off de Octavos de Final | Católica  |
| Libertad | 2024      | 15 de agosto de 2024     | Octavos de final             | Ameliano  |
| Libertad | 2024      | 22 de agosto de 2024     | Octavos de final             | Ameliano  |
| Libertad | 2024      | 19 de septiembre de 2024 | Octavos de final             | Cruzeiro  |
| Libertad | 2024      | 26 de septiembre de 2024 | Octavos de final             | Cruzeiro  |